# Lètes

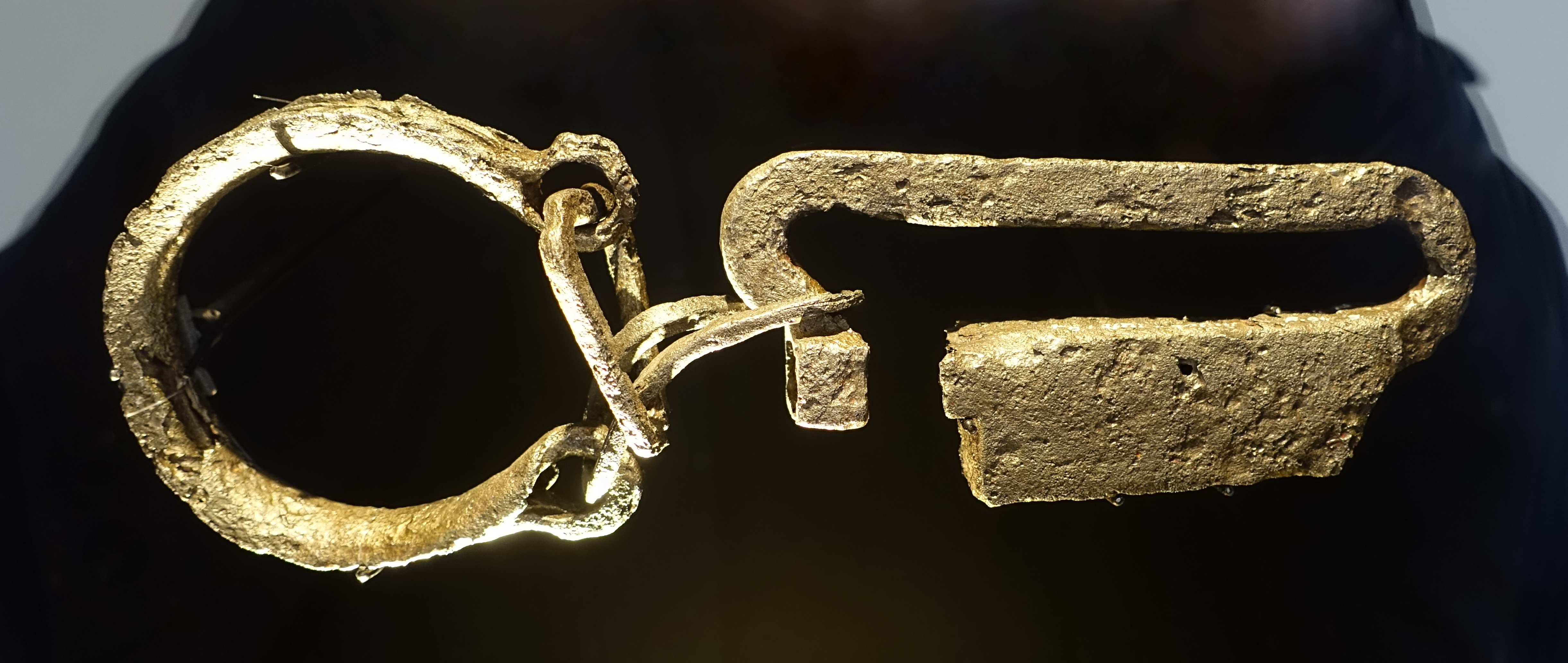
Si les Lètes ne sont pas des esclaves, leur statut mineur de « soldats-paysans » étiolés sur le limes, sous la surveillance de l'administration militaire, contribue à les marginaliser et à les rendre difficilement discernables sur le plan culturel.

Les Lètes sont les membres de certains peuples germains et iraniens (Sarmates, Alains, etc.) épargnés par l'armée romaine après leur défaite. Ils constituent vraisemblablement, malgré l'opacité de leur statut légal dans les sources, un ordre particulier de groupes barbares liés à l'Empire.

## Étymologie
Le terme lètes serait issu d'un mot germanique *lātaz (cf. m. néerl. laet, v. h. all. lāz, v. fris. lēt, v. angl. lǣt) signifiant « lâché, permis », c'est-à-dire « affranchi ». Le terme latin laetus, pluriel laeti est attesté pour la première fois en 297 après des représailles contre un raid alaman, mais le statut existait déjà avant.

## Un statut déprécié
Il correspond en effet dans le droit romain à la condition de déditice, la privation de tout droit civique, qui place directement sous le pouvoir de l'empereur. Les « barbares » soumis étaient désarmés et déplacés de force vers les terres de l'empire (saltus ou terres défrichées et cultivées conquises), qu'ils devaient défricher ou cultiver. Les hommes étaient en outre astreints au service militaire obligatoire, devenant ainsi des sujets de l'empire, mais placés directement sous domination militaire, contrairement aux Gallo-romains « vrais » qui pouvaient recourir à l'administration civile. Mais, à la différence de l'habitude de l'Empire de disperser les hommes vaincus devenus déditices, les Lètes n'étaient pas séparés entre différents territoires à cultiver ; ils ont ainsi fini par constituer des entités homogènes sur le même territoire, dont l'assimilation a été moindre, et une nouvelle menace pour Rome. 
Du point de vue romain, cette manœuvre permettait de revaloriser les terres délaissées par leurs populations traditionnelles (c'est le cas en Dacie, Pannonie et en Illyrie après 375, par exemple) et de remédier aux problèmes de recrutement de l'armée tout en éloignant structurellement une menace pour le limes.
Du point de vue germanique, cette condition est extrêmement infâmante : le vaincu est déplacé, forcé à devenir fermier et privé de ses armes, qui étaient la marque de son statut d'homme dans la tradition gauloise ou germanique. Lors du service militaire, les jeunes hommes étaient tondus (les cheveux longs étaient aussi une marque de liberté… et de noblesse dans la Gaule chevelue).
Les enfants de ces vaincus restent des « Lètes », mais ceux qui survivent à une carrière militaire complète pourront accéder à la pleine citoyenneté. Il y a par ailleurs un débat historiographique concernant l'interprétation du papyrus de Giessen, source textuelle de l'édit de Caracalla, afin de savoir si les déditices bénéficiaient, ou non, de cet édit.
Il convient de différencier les Lètes des peuples fédérés comme les Goths qui, eux, gardent une autonomie (le fœdus est un contrat d'égal à égal et non une soumission).

## Identité et évolution
De manière générale, ils ne sont pas à prendre en tant que groupe communautaire (auquel cas, lire peuple fédéré), mais sur le plan individuel comme des colons qui sont réimplantés sur les terres qui leur sont assignées. Ils ne perdent pas forcément leur culture germanique, et leur adhésion à la culture latine et à son rayonnement culturel est relatif, ce qui les amène vraisemblablement à changer d'allégeance une fois que les armées gothiques traversent les provinces (lire guerres gothiques, bataille d'Andrinople et geste d'Alaric).
Les Lètes sont présents sur nombre de frontières de l'empire, mais en Belgique seconde (entre Rhin et Ardennes) ils jouent un rôle sans équivalent. Les Saliens sont en effet des déditices, et ils semblent accepter ce statut mieux que nombre d'autres tribus barbares, au point d'en faire un élément-clé de leur identité, ce qui provoquera d'originales conséquences institutionnelles. Pour plus de détails sur les Lètes francs, voir cet article. 

### Défaites
Les Empires d'Occident et d'Orient verront au Ve siècle des défaites face aux armées coalisées de barbares (masses de Goths en mouvement après 376 à l'est, demandant l'autorisation de l'Empire pour franchir le Danube, qui leur est accordée en sous-évaluant l'importance de la population concernée, environ 20 000 guerriers, plus les femmes, les enfants, leurs esclaves, en tout environ 200 000 barbares), l'invasion par le Rhin gelé en 406, le surgissement de l'Empire hunnique en Europe amenant les autorités impériales à en prendre 20 000 comme auxiliaires. Il est, en revanche, peu vraisemblable que l'Empire ait confié individuellement des terres à des Lètes parmi les Huns, compte tenu de la différence de mode de vie sédentaire / nomade.

### Contingents de guerriers
Apparaît donc la situation d'un traité avec un chef de guerre d'un peuple barbare, qui cette fois dépasse le cadre individuel des Lètes. Après négociation, des concessions mutuelles sont fixées. Le chef règne à la fois sur son peuple depuis qu'il a guidé son déplacement, et sur le territoire sur lequel l'Empire le cantonne en l'échange de la cessation des combats (les contingents de guerriers alains auront ainsi plusieurs cantonnements tout au long de leur périple, et Attila tentera de les rallier par deux fois, à Orléans, puis en Auvergne, lors de son incursion en Gaule).

### Peuples sédentarisés
À la fin du Ve siècle, les terres de l'Empire d'Occident sont en majorité (hormis un réduit) sous l'obédience de peuples entiers qui transforment des potentats mal définis en premiers royaumes structurés. Le fœdus n'a pas été brisé, puisque la partie contractante a disparu par les agissements d'Odoacre : l'autorité romaine se délite à l'Ouest.

### Poursuite du phénomène autour de Byzance
L'empire byzantin continuera le principe d'accueil des peuples se présentant à ses portes sur son sol (lire État croate médiéval), dans un contexte tardif des Grandes invasions (après le VIe siècle). Ceci contribuera à la mise en place de la mosaïque de peuples dans les Balkans (origine lointaine de la balkanisation). En revanche, Byzance ne saura traiter ainsi ni avec les Avars ni avec les Magyars. Les Sassanides perses et le Califat islamique (empire arabe) forment l'essentiel de la confrontation mobilisant l'armée byzantine, et l'obligeant à composer avec les autres peuples dans son arrière-cour.

## Les Lètes en Gaule
Pour l'infanterie (praesentales pediti), les préfets (Praefectus laetorum) dirigent leur troupes, comme les unités régulières, sous le commandement général du maître de la milice (Magister militum).
En Gaule lyonnaise :
- Teutons, à Carnunta (Chartres) en Senoniae Lugdunensis ;
- Batavori (Bataves) et Svevori (Suèves) gentiles, à Baiocas (Bayeux) et Constantiae (Coutances) en Lugdunensis secundae ;
- Suèves gentiles... et Ceromannos (Le Mans) en Lugdunensis tertiae;
- Francs à Redonas (Rennes) en Lugdensis tertiae;
- Sarmates à Sermaise, Sermaises et peut-être à Sermizelles ;
- Alains à Allaines ;
- Peut-être des Suèves à Wissous (Vicus Suevorum) ;
- Des Taïfales à Chauffailles, à Tiffauges et à Gourfaleur.

En Gaule aquitaine :
- d'autres gentiles Svevorum (Suèves), Arumbernos (Auvergne) en Aquitanicae primae.

En Gaule belgique :
- Lingonenses (Lingons) per diversa dispersorum en Belgicae primae ;
- Acti à Epuso (Epossium, Epoisso ?) en Belgicae primae ;
- Nerviens à Fanomartis (Famars) en Belgicae secundae ;
- Bataves à Nemetacenses, Atrabatis (Arras) en Belgicae secundae ;
- d'autres Bataves, à Contraginnenses, Noviomago (Nimègue) en Belgicae secundae ;
- gentiles non spécifié à Remo, Silvanectas (Senlis) et Durocortorum (Reims) en Belgicae secundae ;
- Lagenses et Tungri (Tongres) en Germaniae secundae ;
- Probablement des Alamans (Alamanni) à Allemagne (Alemannia) et Almenêches ;
- Peut-être des Burgondes (Burgundii) à Bourgogne (Burgundia).

En Gaule narbonnaise :
- Peut-être des Alamans (Alamanni) à Allemagne-en-Provence (Alamania).